# Масарова, Ребека
Ребека Масарова (словац. Rebeka Masarova; род. 6 августа 1999, Базель) — профессиональная теннисистка, на разных этапах своей карьеры выступавшая за Швейцарию и Испанию. Победительница 1 турнира WTA 125 в парном разряде. Победительница одного юниорского турнира Большого шлема в одиночном разряде (Открытый чемпионат Франции 2016), финалистка одного юниорского турнира Большого шлема в одиночном разряде (Открытый чемпионат Австралии 2017), бывшая вторая ракетка мира в юниорском рейтинге.

## Общая информация
Ребека из многочисленной и интернациональной семьи: её отец — Петер — словак, а мать — Мариви — испанка. У уроженки Базеля также есть братья Давид и Мойзис, а также сёстры Вирхиния и Вероника.

## Спортивная карьера
Масарова впервые взяла ракетку в руки в пять лет. До 2018-го года и с 2025-года Ребека представляла на соревнованиях Швейцарию, а в 2018-2024-м — Испанию.
До 2017-го года Масарова играла в юниорских турнирах, успев за это время подняться до второй строчки в зачёте старших юниоров. Трижды в этот период она играла в полуфиналах турниров Большого шлема и один раз: на Открытом чемпионате Франции 2016 года — взяла титул, справившись в финале с Амандой Анисимовой. В 2016-м же году Ребека претендовала на титул на чемпионате Европы, но уступила в полуфинале Амине Аншбе.
C 2013-го года Масарова играет соревнования протура, c 2016-го — турниры WTA. В 2018-м году Масарова выиграла свой первый титул в туре федерации. Дебют на турнирах WTA получился очень заметным — на турнире в Гштаде Масарова, не имевшая к тому времени побед даже над игроками Top200, обыграла Елену Янкович, Анетт Контавейт и Аннику Бек (тогдашних 27-ю, 92-ю и 38-ю ракеток мира) и пробилась в полуфинал. Успех оказался разовым: следующая победа над игроком Top100 пришла лишь в 2021-м, тогда же Масарова впервые оказалась в Top200 рейтинга. В сентябре — на Открытом чемпионате США — Ребека дебютировала на турнирах Большого шлема, сходу пройдя квалификацию и выиграв матч в основе. В 2022-м году Масарова впервые сыграла в финале турнира WTA 125: в Бостаде, а год спустя отметилась в титульном матче на соревновании основного тура WTA: в Окленде, где обыграла трёх игроков Top100 и уступила лишь Кори Гауфф. После этого результата Ребека впервые вошла в Top100.
2023-й год прошёл без особых спадов, позволив закрепиться в первой сотне. Дважды удалось улучшать показатель самых статусных побед: в феврале была обыграна 17-я ракетка рейтинга Екатерина Александрова, а в сентябре — 8-я ракетка Мария Саккари. В апреле удалось дойти до финала 100-тысячника в Оэйраше и выйти в третий раунд в Мадриде, в июне отметиться в полуфинале на 125-тысячнике в Ла-Брисбале и выйти в четвертьфинал в Бад-Хомбурге. До конца года Масарова ещё сыграла в четвертьфиналах в Чикаго и Гуанчжоу, а также в полуфинале в Клуж-Напоке. Через год качество результатов заметно просело и к середине лета Ребека выбыла из первой сотни. В 2025-м году удалось провести несколько удачных недель в марте: сначала Масарова из квалификации вышла в третий раунд в Майами, а затем сыграла в полуфинале на 125-тысячнике в Пуэрто-Вальярта.
С того же 2013-го года Ребека появляется на парных соревнованиях в рамках протура. В 2017-м году она выиграла здесь свой первый титул на соревнованиях федерации, а также дебютировала на турнирах WTA: в Биле. В 2021-м году Масарова впервые вошла в Top200 парного рейтинга, в 2023-м — в Top100, а также провела свои первые матчи на турнирах Большого шлема: начав с Парижа.

## Итоговое место в рейтинге WTA по годам
| Год  | Одиночный рейтинг | Парный рейтинг |
| 2024 | 149               | 478            |
| 2023 | 65                | 158            |
| 2022 | 132               | 189            |
| 2021 | 162               | 269            |
| 2020 | 717               | 337            |
| 2019 | 564               | 305            |
| 2018 | 760               | 1156           |
| 2017 | 439               | 667            |
| 2016 | 322               | 948            |
| 2013 |                   | 1016           |

## Выступления на турнирах

### Финалы турнировWTAв одиночном разряде (1)

#### Поражение (1)
| Легенда:                   |
| -------------------------- |
| Турниры Большого шлема (0) |
| Олимпиада (0)              |
| Итоговый турнир WTA (0)    |
| WTA 1000 (0)               |
| WTA 500 (0)                |
| WTA 250 (0)                |

| Титулы по покрытиям | Титулы по месту проведения матчей турнира |
| ------------------- | ----------------------------------------- |
| Хард (0)            | Зал (0)                                   |
| Грунт (0)           | Зал (0)                                   |
| Трава (0)           | Открытый воздух (0)                       |
| Ковёр (0)           | Открытый воздух (0)                       |

| №  | Дата          | Турнир                 | Покрытие | Соперница  | Счёт    |
| 1. | 8 января 2023 | Окленд, Новая Зеландия | Хард     | Кори Гауфф | 1-6 1-6 |

### Финалы турнировWTA 125иITFв одиночном разряде (15)

#### Победы (6)
| Призовые    | Титулы по годам | Титулы по годам | Титулы по годам |
| ----------- | --------------- | --------------- | --------------- |
| Призовые    | 2017-2023       | с 2024          |                 |
| 125.000 USD | 0+1             | 0+1             |                 |
| 100.000 USD | 0+1             | 0+0             |                 |
| 80.000 USD  | 0+1             | -               |                 |
| 75.000 USD  | -               | 0+0             |                 |
| 60.000 USD  | 2+3             | -               |                 |
| 50.000 USD  | -               | 0+0             |                 |
| 40.000 USD  | 0+0             | -               |                 |
| 35.000 USD  | -               | 0+0             |                 |
| 25.000 USD  | 2+0             | 0+0             |                 |
| 15.000 USD  | 2+3             | -               |                 |

| Титулы по покрытиям | Титулы по месту проведения матчей турнира |
| ------------------- | ----------------------------------------- |
| Хард (3+3)          | Зал (2+1)                                 |
| Грунт (3+6)         | Зал (2+1)                                 |
| Трава (0)           | Открытый воздух (4+8)                     |
| Ковёр (0)           | Открытый воздух (4+8)                     |

| №  | Дата            | Турнир                         | Покрытие    | Соперница в финале      | Счёт           |
| 1. | 9 сентября 2018 | Баденвайлер, Германия          | Грунт       | Нина Штадлер            | 6-2 7-5        |
| 2. | 10 марта 2019   | Амьен, Франция                 | Грунт (зал) | Оана Джорджета Симьон   | 6-0 6-3        |
| 3. | 23 мая 2021     | Кастель-Пладжа-де-Аро, Испания | Грунт       | Ирен Бурильо Эскориуэла | 6-3 3-6 6-2    |
| 4. | 4 июля 2021     | Пальма-дель-Рио, Испания       | Хард        | Лулу Сунь               | 6-3 1-6 7-6(4) |
| 5. | 18 июля 2021    | Витория-Гастейс, Испания       | Хард        | Ане Минтеги дель Ольмо  | 7-6(3) 6-4     |
| 6. | 23 октября 2022 | Гамбург, Германия              | Хард (зал)  | Исалин Бонавентюре      | 6-4 6-3        |

#### Поражения (9)
| №  | Дата             | Турнир                            | Покрытие    | Соперница в финале   | Счёт        |
| 1. | 24 сентября 2017 | Мадрид, Испания                   | Хард        | Нурия Паррисас Диас  | 4-6 6-4 2-6 |
| 2. | 22 октября 2017  | Рибарроха-дель-Турия, Испания     | Грунт       | Изабель Уоллес       | 3-6 3-6     |
| 3. | 27 января 2019   | Манакор, Испания                  | Грунт       | Йоана-Лоредана Рошка | 2-6 0-6     |
| 4. | 17 марта 2019    | Гонесс, Франция                   | Грунт (зал) | Элеонора Молинаро    | 2-6 6-2 4-6 |
| 5. | 8 марта 2020     | Ираклион, Греция                  | Грунт       | Мириам Колодзиёва    | 4-6 4-6     |
| 6. | 10 июля 2022     | Бостад, Швеция                    | Грунт       | Чан Су Джон          | 6-3 3-6 1-6 |
| 7. | 23 апреля 2023   | Оэйраш, Португалия                | Грунт       | Данка Ковинич        | 2-6 2-6     |
| 8. | 7 апреля 2024    | Ла-Бисбаль-дель-Ампурдан, Испания | Грунт       | Мария Лурдес Карле   | 6-3 1-6 2-6 |
| 9. | 4 мая 2025       | Вик, Испания                      | Грунт       | Далма Галфи          | 0-6 3-6     |

### Финалы турнировWTA 125иITFв парном разряде (15)

#### Победы (9)
| №  | Дата             | Турнир                             | Покрытие   | Партнёрша             | Соперницы в финале                 | Счёт           |
| 1. | 9 апреля 2017    | Дижон, Франция                     | Хард (зал) | Диана Марцинкевич     | Виктория Мунтян Анастасия Зарицкая | 6-4 6-3        |
| 2. | 27 января 2019   | Манакор, Испания                   | Грунт      | Ивонн Кавалье Реймерс | Ирина Кантос-Зимерс Хулия Пайола   | 6-4 6-3        |
| 3. | 3 февраля 2019   | Манакор, Испания                   | Грунт      | Клаудия Осте Феррер   | Рина Сайго Юкина Сайго             | 7-5 6-3        |
| 4. | 9 июня 2019      | Торунь, Польша                     | Грунт      | Ребекка Шрамкова      | Робин Андерсон Ангелина Калинина   | 6-4 3-6 [10-4] |
| 5. | 29 сентября 2019 | Валенсия, Испания                  | Грунт      | Ирина Бара            | Андреа Гамис Сеона Мендес          | 6-4 7-6(2)     |
| 6. | 18 июля 2021     | Витория-Гастейс, Испания           | Хард       | Оливия Гадецки        | Селия Сервино Руис Оливия Николлс  | 6-3 6-3        |
| 7. | 12 июня 2022     | Валенсия, Испания                  | Грунт      | Алёна Большова        | Александра Панова Аранча Рус       | 6-0 6-3        |
| 8. | 30 октября 2022  | Лес-Франкесес-дель-Вальес, Испания | Хард       | Алёна Большова        | Мисаки Дои Беатрис Гумуля          | 7-5 1-6 [10-3] |
| 9. | 20 ноября 2022   | Мадрид, Испания                    | Грунт      | Алёна Большова        | Леа Бошкович Даниэла Висмане       | 6-3 6-3        |

#### Поражения (6)
| №  | Дата            | Турнир                            | Покрытие   | Партнёрша         | Соперницы в финале                               | Счёт           |
| 1. | 7 мая 2017      | Висбаден, Германия                | Грунт      | Диана Марцинкевич | Вивиан Хайзен Сторм Сандерс                      | 5-7 7-5 [8-10] |
| 2. | 8 марта 2020    | Ираклион, Греция                  | Грунт      | Йоана Гаспар      | Тамара Чурович Фанни Остлунд                     | 4-6 5-7        |
| 3. | 14 марта 2021   | Манакор, Испания                  | Хард       | Илена Ин-Альбон   | Анхела Фита Болуда Оксана Селехметьева           | 2-6 7-5 [8-10] |
| 4. | 25 апреля 2021  | Монастир, Тунис                   | Хард       | Даниэла Висмане   | Карола Патричия Беженару Илона Джорджана Гьороае | 2-6 0-6        |
| 5. | 11 июня 2023    | Ла-Бисбаль-дель-Ампурдан, Испания | Грунт      | Алёна Большова    | Каролина Доулхайд Диана Шнайдер                  | 6-7(5) 3-6     |
| 6. | 23 февраля 2025 | Прага, Чехия                      | Хард (зал) | Присцилла Хон     | Йесика Малечкова Мириам Шкох                     | 0-6 2-6        |